# Ioane Chavteli
Ioane Chavteli (géorgien : იოანე შავთელი) est un poète géorgien de la fin du XIIe et du début du XIIIe siècle à qui est attribué le poème Abdoulmessia (აბდულმესია, « esclave du Messie », de l'arabe عبد المسيح (Abdu l-Masīh)), éloge des deux plus grands monarques géorgiens, David IV le Reconstructeur et Tamar. Il est aussi l'auteur d’Hymnes à la Vierge de Vardzia (Galobani Vardziisa Ghmrtismchoblisani). Chavtéli est mentionné dans l'épilogue de l'épopée Le Chevalier à la peau de panthère de Chota Roustavéli, et c'est de ce poème qu'est tiré le titre Abdoulmessia.
On sait peu de choses de sa vie. Chavtéli paraît être une épithète dérivée d'un toponyme, et signifierait « originaire de Chavchéti » (aujourd'hui Şavşat, en Turquie). Probablement clerc, il est cité dans les chroniques médiévales comme un poète et un philosophe réputé ; il aurait accompagné Tamar dans plusieurs de ses voyages et campagnes militaires.
Le style de Chavtéli rappelle le discours patristique et est essentiellement artificiel et d'un archaïsme livresque. Son panégyrique célèbre les vertus chrétiennes de David et Tamar, sans toutefois les nommer. La référence à Tamar se manifeste dans l'éloge de sa beauté, son amour du « bien fait avec discrétion », et rappelle les tournures utilisées par l'historiographe de la reine et deux poètes contemporains, Chota Roustavéli et Tchakhroukhadzé. On reconnaît David dans les allusions à son homologue biblique, dont la dynastie des Bagratides prétendait descendre, ainsi que dans la citation de passages des Hymnes de la pénitence (გალობანი სინანულისანი) du roi.